# Litron
Le litron est une ancienne unité de mesure de capacité pour les matières sèches correspondant à la seizième partie d'un boisseau, soit trente-six pouces cubes, équivalent à 0,813 litre,.

## Utilisation
Dans le langage populaire métropolitain, c'est devenu un synonyme de « litre », spécialement de litre de vin. Le terme peut désigner la bouteille contenant le vin, ou par métonymie le contenu de cette bouteille.

## Étymologie
Litron dérive probablement du bas latin litra, mesure de liquide, qui est le terme grec qui signifie une livre.